# Mien de Wolff
Hermine Mien Elisabeth de Wolff (geboren 21. Dezember 1911 in Tegal; gestorben 12. Februar 1993 in Zoetermeer) war eine niederländische Bildhauerin, Keramikerin, Malerin und Zeichnerin.

## Leben
Mien de Wolff wurde am 21. Dezember 1911 in Tegal auf Java geboren. Sie war die Tochter von Maarten de Wolff und Hermina Agatha Elisabeth van Vliet. Sie heiratete am 17. April 1935 in 's-Gravenhage Gijsbertus Jan van Koppenhagen.
De Wolff besuchte die Koninklijke Academie van Beeldende Kunsten und war später als Malerin tätig. Zu ihren Motiven gehörte die Landschaftsmalerei, Porträtmalerei, Stillleben und abstrakte Malerei. Mien de Wolff war Mitglied der Schilderessenvereniging ODIS und des Pulchri Studios.
Sie starb am 12. Februar 1993 in Zoetermeer.